# فریدم (اکلاهما)
فریدم(به انگلیسی: Freedom) شهری در ایالت اکلاهما کشور ایالات متحده آمریکا است که جمعیت آن در سرشماری سال ۲۰۱۰ میلادی، ۲۸۹ نفر بوده‌است.